# ÖNWB Ib
Az ÖNWB Ib sorozat egy gyorsvonati szerkocsisgőzmozdony-sorozat volt az Osztrák Északnyugati Vasútnál (Österreichische Nordwestbahn, ÖNWB).
Az ÖNWB gépészeti igazgatója, Ebel, tervezett a Rittinger nyomán egy 2B tengelyelrendezésű gyorsvonati mozdonyt, melyből két db-ot gyártott a Floridsdorfi Mozdonygyár. A mozdonyokat beszámozták 82 és 83 pályaszámokra és a FOUCAULT és LIVINGSTONE neveket kapták. Ezek képezték az Ib sorozatot.
A henger, a hajtórúdcsapágyak, a keresztfej és a szelepek megegyeztek az ÖNWB IIIa és ÖNWB IIIb típusokéval, a csatolt kerekek azonosak voltak a Rittingerével. Innen vették az alacsony kazánelhelyezést és a lefelé kiszélesedő tűztér megoldást. A forgóváztengelyek túlterhelésének megakadályozására a forgóvázat gömbcsuklóval támasztották alá. Ezt a megoldást alkalmazták a Magyar Államvasutak gyorsvonati mozdonyainál 1892 után.
A mozdonyok gyorsjárásúak voltak, ám nagy volt a szénfogyasztásuk és népszerűtlen volt a mozdonyvezetők körében az erős rázásnak köszönhetően, amit a vezetőfülke alatt közvetlenül csatlakozó hajtókerekek okoztak.
Mint a RITTINGER, gyorsvonatokat továbbítottak Bécs-Znaim között. Az 1873-as tőzsdekrach következményeként a típusból több példányt nem rendeltek, majd csak 1881-től rendeltek további gyorsvonati mozdonyokat (ÖNWB Ic és ÖNWB Id sorozatok).
A FOUCAULT-t az ÖNWB 1909-ben selejtezte. A LIVINGSTONE 1898-ban új kazánt kapott, átszámozták Ic sorozat 84 pályaszámra, majd ezután a kkStB 1907-ben a 401 sorozatba osztotta. 1911-ben selejtezték.

## A mozdony részletes műszaki adatai
| ÖNWB Ib / kkStB 401               | ÖNWB Ib / kkStB 401        | ÖNWB Ib / kkStB 401        |
| Műszaki adatok                    | Műszaki adatok             | Műszaki adatok             |
| --------------------------------- | -------------------------- | -------------------------- |
| Pályaszám:                        | ÖNWB Ib 82–83 kkStB 401.01 | ÖNWB Ib 82–83 kkStB 401.01 |
|                                   | 1874                       | 1886 után                  |
| Hossz:                            | 9066 mm                    | 9066 mm                    |
| Hossz szerkocsival:               | 14 866 mm                  | 14 856 mm                  |
| Magasság:                         | 4 371 mm                   | 4 371 mm                   |
| Hajtókerék-átmérő:                | 1 900 mm                   | 1 900 mm                   |
| Futókerékátmérő:                  | 989 mm                     | 989 mm                     |
| Csatolt kerekek tengelytávolsága: | 2 300 mm                   | 2 300 mm                   |
| Össztengelytávolság:              | 5 900 mm                   | 5 900 mm                   |
| Tengelytávolság szerkocsival:     | nincs adat                 | 11 335 mm                  |
| Üres tömeg:                       | 36,0 t                     | 39,0 t                     |
| Tapadási tömeg:                   | 24,0 t                     | 24,8 t                     |
| Szolgálati tömeg:                 | 40,5 t                     | 43,0 t                     |
| Szolgálati tömeg szerkocsival:    | 66,0 t                     | 71,0 t                     |
| Csőfűtőfelület:                   | 103,0 m²                   | 105,0 m²                   |
| Sugárzó fűtőfelület:              | 8,0 m²                     | 8,0 m²                     |
| Rostélyfelület:                   | 1,80 m²                    | 1,80 m²                    |
| Gőznyomás:                        | 10 at                      | 10 at                      |
| Hengerek száma :                  | 2                          | 2                          |
| Hengerátmérő:                     | 410 mm                     | 410 mm                     |
| Dugattyúlöket:                    | 632 mm                     | 632 mm                     |
| Vízkészlet:                       | 7,5 m³                     | 8,4 m³                     |
| Tüzelőanyagkészlet:               | 8,5 m³                     | 8,5 m³                     |
| Legnagyobb sebesség:              | 80 km/h                    | 80 km/h                    |

## Fordítás
- Ez a szócikk részben vagy egészben  az   ÖNWB Ib című német Wikipédia-szócikk fordításán alapul.  Az eredeti cikk szerkesztőit annak laptörténete sorolja fel. Ez a jelzés csupán a megfogalmazás eredetét és a szerzői jogokat jelzi, nem szolgál a cikkben szereplő információk forrásmegjelöléseként.